# Hyalurgus curvicercus
Hyalurgus curvicercus är en tvåvingeart som beskrevs av Chao och Shi 1980. Hyalurgus curvicercus ingår i släktet Hyalurgus och familjen parasitflugor. Inga underarter finns listade i Catalogue of Life.